# Jean-Baptiste Fleuriot-Lescot

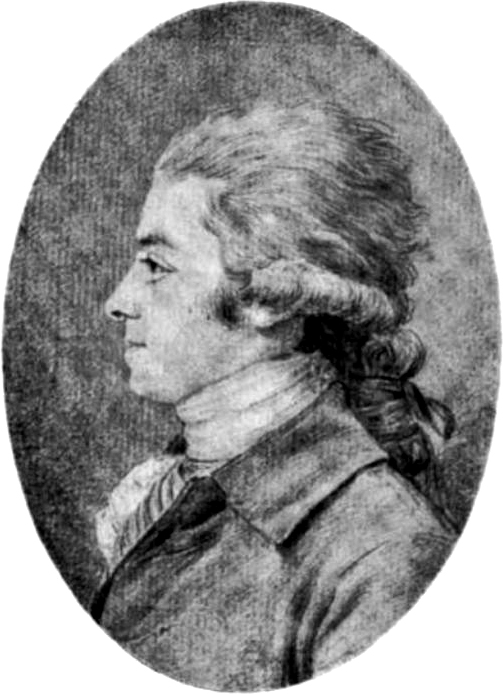
Jean-Baptiste Fleuriot-Lescot

Jean-Baptiste Edmond Fleuriot-Lescot (* 1761 in Brüssel; † 28. Juli 1794 in Paris) war ein französischer Revolutionär. Vom 10. Mai 1794 bis zu seinem Tod, d. h. in der Hochphase der sogenannten Schreckensherrschaft, war er Bürgermeister von Paris. Als Maximilien de Robespierre am 9. Thermidor II (27. Juli 1794) vom Nationalkonvent verhaftet und später für vogelfrei erklärt wurde, organisierte Fleuriot mit François Hanriot und anderen Anhängern Robespierres einen Aufstand gegen den Nationalkonvent, der aber nur unzureichende Unterstützung der Pariser Sektionen fand und scheiterte. Fleuriot wurde am nächsten Tag zusammen mit 21 anderen Robespierristen guillotiniert.

## Bibliographie
- Réflexions générales sur le système employé par les intrigants, depuis 1789, pour entraver la marche de la liberté et sur les moyens de la faire triompher de tous ses ennemis, 1792